# Murteza Luzha
Murteza Luzha (Đakovica,  1927.) kosovski je istraživač povijesti filozofije, posebice marksističke misli, prevoditelj značajnih klasičnih filozofskih djela na albanski jezik. Bio je angažiran kao profesor na Sveučilištu u Prištini.

## Djela
- Humanizam Engelsove misli (1979.)
- Filozofske rasprave (1981.)